# 突击虎自行臼炮
380毫米突击臼炮（德語：38 cm Sturmmörser），又称虎式突击臼炮（德語：Sturmmörser Tiger），简称突擊虎（德語：Sturmtiger），為德國在第二次世界大戰中使用的一款重型突擊炮。它基于作战后受损的虎I坦克底盤改造而成，装备380毫米迫击炮，用于在市區作戰中為步兵提供重火力支援。整个二战期间一共只制造了18辆突击虎。

## 發展
自從史達林格勒戰役開始後，原本在俄羅斯大草原上進攻順利的德意志國防軍，終於在加強防禦的市街建築物與區域中遇到城鎮戰困境，所以認為有必要生產用作支援步兵的重火力戰鬥車輛。
當時國防軍只有33B突擊步兵砲，就是以150公厘sIG 33榴彈炮改裝在三号坦克的底盤上權充為砲車作為摧毀建築物的唯一火力，不過僅24輛並且有一半都在史達林格勒戰役中損失。
1943年初以四號坦克底盤發展用來替代步兵砲33型的灰熊式突擊砲登場；但是國防軍還是認為不夠，還是需要支援步兵的自走砲，但是裝甲要更厚火力要更強，所以就產生了以虎式戰車為底盤搭配210公厘榴彈砲的構想。然而，这种武器在当时并不存在，因此被一个380毫米的火箭发射器所取代，这个火箭发射器是由德国海军的深水炸弹发射器改装的。
1943年9月克魯伯（Krupp）就以虎I坦克的底盤作為設計依據，然後將車體送往亨舍爾（Henschel）進行底盤的組合，最後再到阿凱特（Alkett）完成車體上層結構；原型車在一個月後被送往希特勒面前過目。量產第一台車體在12月開始移交到了隔年1944年2月20日阿凱特就完成了3台突擊虎式砲車。
由於工期被延後，希特勒在4月19日之前都沒要求量產的數量與速度要增加；不過已經有12輛突擊虎式砲車的戰鬥室與火砲已經準備好要安裝了。8月的時候阿凱特又完成了3輛重製的突擊虎式砲車，原本計畫在9月20日之前再完成另外7輛搭配380公厘迫擊砲德突擊虎砲車，因希特勒已經在8月20日會議中被面呈過。
終於在9月中完成了10輛突擊虎砲車；年底又完成了5輛。希特勒這時戰局轉敗，希望寄託在一切新式武器，所以對突擊虎砲車打算進行特別的運用，還預計每個月至少要製造300發突擊虎砲的彈藥才夠用。

## 設計
突擊虎的車體是以晚期的虎I戰車為主，所以連同懸吊系統也相同。原來的結構也被移除用來容納新的火砲，加上火砲前移，等到裝甲安裝好之後，一個四方典型德國坦克外觀就出現了。
与虎式坦克相比，突击虎整体在长度上要短得多，只有6.28米长，而虎式坦克则是8.45米，这主要是由于它没有后者的长主炮，后者的主炮远远突出于车体前方。至于短炮管的设计则在城市环境中更有优势。突击虎也比虎式坦克略矮，突击虎高度为2.85米，而虎式坦克有3米高。

## 裝甲

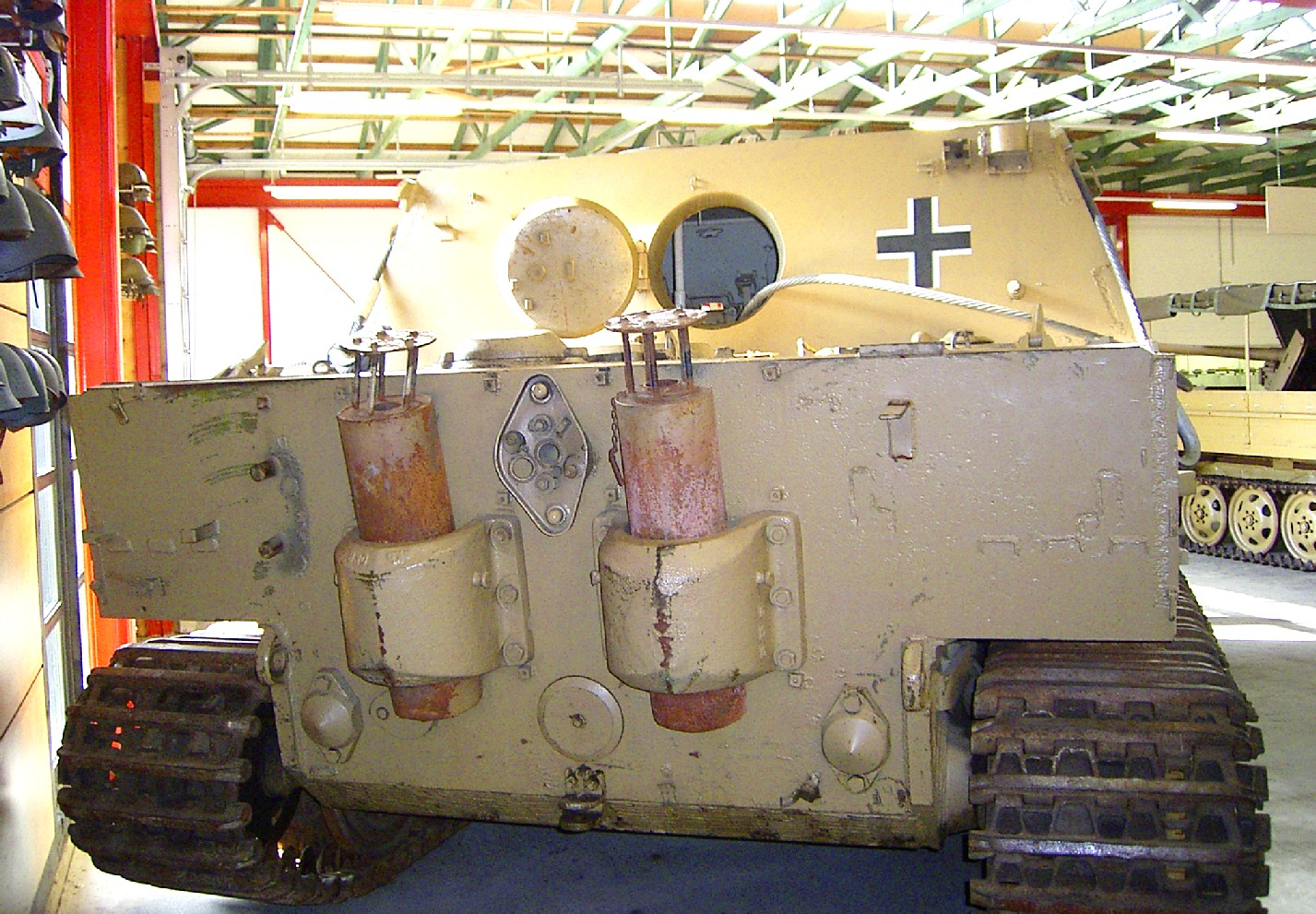
突擊虎的後方。

突擊虎是被設計出來在街道區推進，裝甲必須厚到適合近距戰，所以它的正面裝甲厚達150毫米，再加上傾角約45°左右，相當於厚達200公厘；側邊與後方的裝甲均厚80公厘，所以突擊虎跟虎II坦克一樣重達65噸。

## 武裝
380毫米的Raketen-Werfer 61 L/5.4，是一種後膛裝填的火箭推进迫击炮，发射的短程火箭推进弹大约有1.5米长。有各种类型的炮弹，重量高达376千克，最大射程可达6000米，弹头可为125千克的高爆装药或用于对付防御工事的锥形装药，可以穿透高达2.5米的钢筋混凝土。装载高爆弹头时的射程可达5650米。
发射时，发射药首先将弹头加速到45米/秒，然后40千克的火箭装药将其提升到约250米/秒飞向目标。

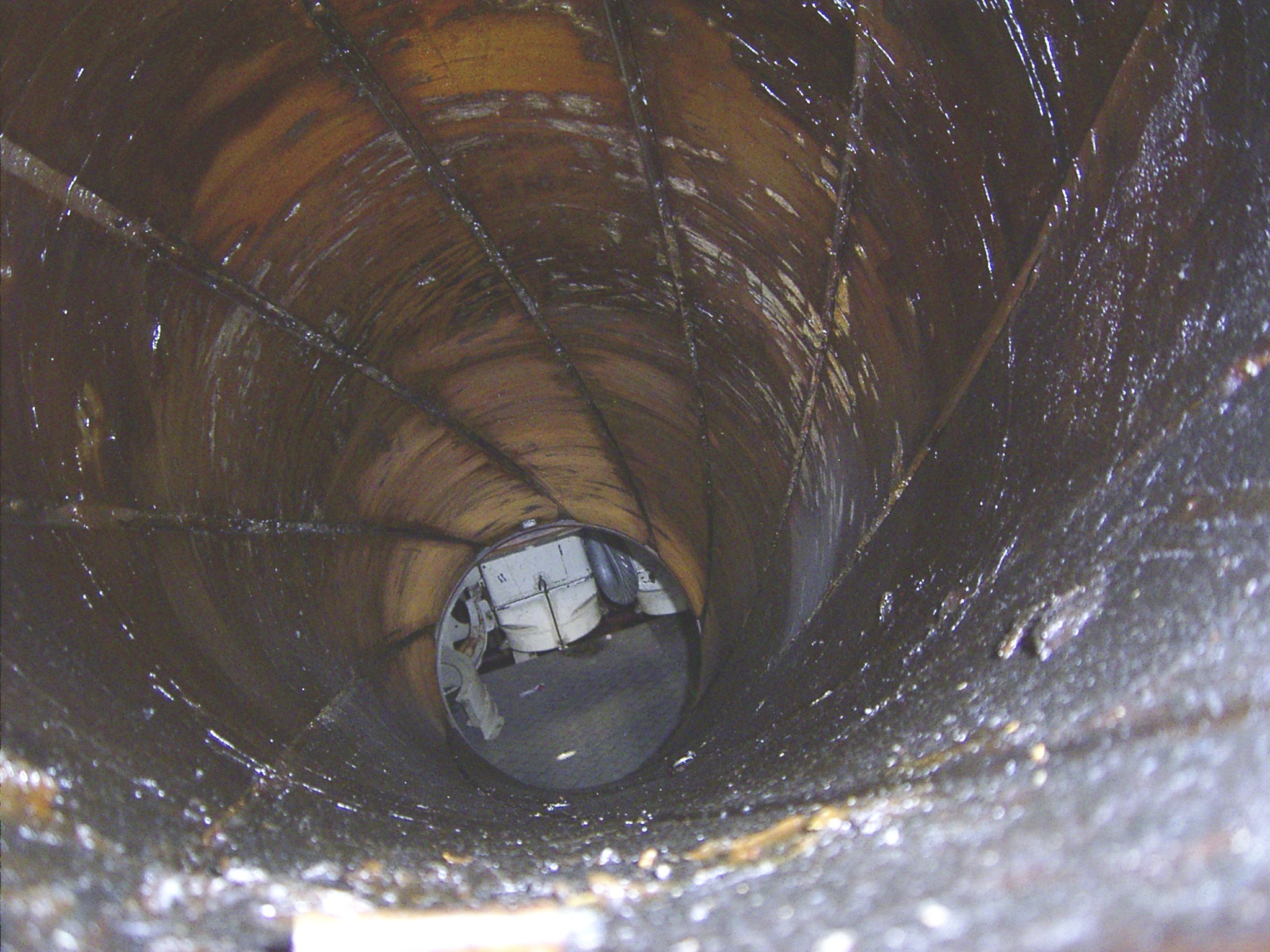
突擊虎的砲膛。

另外火箭迫砲的前端有個特殊的外觀，就是砲口外有一圈排氣孔，使得砲管看起來有如厨房的胡椒粉瓶。這圈排氣孔的設計原因在於火箭發射時會產生高壓且有毒的廢氣瓦斯，如果發射後貿然打開砲栓只會造成全車官兵悲劇性的下場，況且發射時的廢棄瓦斯會造成過高的膛壓，對武器本身也會造成損害，因此排氣孔的設計就是達成毒瓦斯的排洩與降低膛壓的效果。

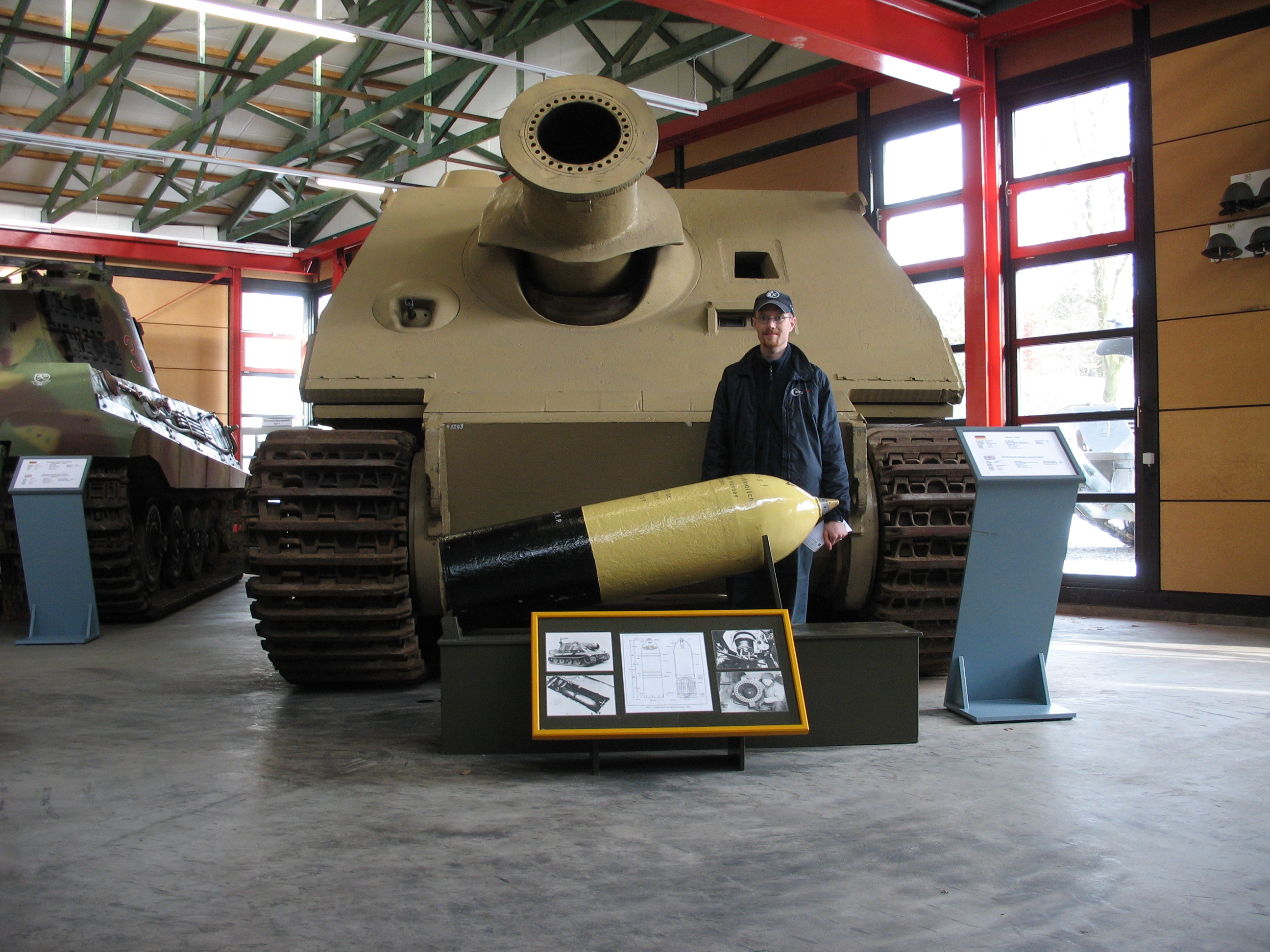
在位於蒙斯特市的德国坦克博物馆（Deutsches Panzermuseum）中的突擊虎正面圖；從照片中可以看到有如胡椒粉瓶的砲口以及右前方的MG34機槍。

龐大笨重的彈體只能讓突擊虎帶14發上戰場，一發已經先在後膛，另一發倒在載彈板上；剩下的十二發全部都在後面的彈架上。車體後面的小吊臂，用途就是把巨大的炮弹吊起，經過給彈艙口然後放置到載彈板上，再準備進入後膛。
因为彈載量低还需要有彈藥車跟隨，而弹药车也是由虎式戰車改裝而成的，但是僅只有一台完工。
除了正面安装的7.92毫米MG 34机枪外，在装弹舱门后部还有一具“近战防御武器”，用于对步兵的近距离防御。

## 產量
| 日期       | 生產 數量 | 篇號#         |
| ---------- | --------- | ------------- |
| 1944年2月  | 2         | 305001–305002 |
| 1944年7月  | 3         | 305003–305005 |
| 1944年8月  | 3         | 305006–305008 |
| 1944年9月  | 8         | 305009–305016 |
| 1944年10月 | 9         | 305017–305025 |
| 1944年11月 | 6         | 305026–305031 |
| 1944年12月 | 20        | 305032–305051 |
| 1945年1月  | 10        | 305052–305061 |
| 1945年2月  | 13        | 305062–305074 |
| 1945年3月  | 3         | 305075–305077 |
| 1945年4月  | 7         | 305078–305084 |
| 1945年5月  | 4         | 305085–305088 |
|            |           |               |

篇號305011(1944十月)生產的突擊虎, 沒有裝備Zimmerit防磁裝甲。

## 戰鬥紀錄
突擊虎是用來支援步兵的重裝車輛，幫助步兵攻擊頑抗的敵軍碉堡或強化據點。不過等到突擊虎上戰場的時候，德軍情勢已經轉為守勢，反而本車主要用於防禦戰。
一共3個連被編成突擊虎連（Panzer Sturmmörser Kompanien，「PzStuMrKp」）：第1,000連，第1,001連以及第1,002連。本來預計一個連配14輛突擊虎，結果最後一個連只配4輛。第1,000連於1944年8月13日成軍，主要參加擊敗華沙起義，連原型車都加入了鎮壓的戰鬥，而且這些突擊虎也就真正的發揮它們攻堅的用途。
1,001與1,002突擊虎連最後也在9月以及10月加入鎮壓，隨後轉往阿登地區，以總數7輛加入了突出部之役。阿登攻勢結束後，突擊虎又轉為守西線；在槍林彈雨當中突擊虎幾乎以厚裝甲防護力打死不退，盟軍與蘇軍如果不是以戰術支援轟炸機或者是口徑更大的火砲來對付突擊虎，盟軍與蘇軍幾乎就被突擊虎牢牢牽制住，進退不得。
有幾輛突擊虎在戰場損失，剩下來的突擊虎由於機械故障或者燃油不足而在被破壞後遺棄。1945年初期挺近德國的戰役中，在邊境線頑抗的一輛突擊虎曾經一發炮彈擊毀了屬於第3裝甲師的3輛M4雪曼戰車。
在戰後共有2辆突擊虎完整保存下来，一輛陳列在德國裝甲博物館；另外一輛被俄國拖回庫賓卡坦克博物館（Kubinka Tank Museum）。至於胡椒罐大砲則被收藏到博文頓坦克博物館（Bovington Tank Museum）中展覽。

## 外部連結
- Information about the Panzersturmmörser (also known as Sturmtiger) at Panzerworld（页面存档备份，存于）
- Sturmmörser Tiger （页面存档备份，存于） at Achtung Panzer!
- OnWar （页面存档备份，存于）
- WWII Vehicles （页面存档备份，存于）
- Surviving Tiger tanks （页面存档备份，存于） - A PDF file presenting photos of the Tiger tanks (Tiger I, Kingtiger, Jagdtiger and Sturmtiger) still existing in the world